# Marta Dobecka
Marta Dobecka (ur. 9 maja 1985 w Wysokiem Mazowieckiem) – polska aktorka filmowa, teatralna i dubbingowa.
Absolwentka warszawskiej Akademii Teatralnej (2008). Aktorka zdobyła popularność dzięki występowaniu jako Kasia w reklamach banku Credit Agricole (m.in. tych z Dawidem Podsiadłą). Występowała w IV sezonie serialu telewizyjnego Magda M., gdzie wcieliła się w rolę Kingi Szymków, młodej właścicielki pensjonatu, która pragnie rozkochać w sobie Piotra.

## Filmografia

### Film
- 2007: Hania jako sprzedawczyni
- 2007: Magda M. jako Kinga Szymków
- 2007: Korowód
- 2007: Rodzina zastępcza jako gosposia
- 2008: Samo życie jako modelka
- 2008: Teraz albo nigdy! jako dziennikarka
- 2008: BrzydUla jako Magda
- 2009: Klub szalonych dziewic jako Laura, koleżanka Mikołaja
- 2010: Hotel 52 jako Dominika
- 2010: M jak miłość jako Kasia, sekretarka Jankowskiego
- 2011: Przepis na życie jako Agnieszka Groszek
- 2011–2015: Barwy szczęścia jako Patrycja Tomaszewska
- 2013: Przyjaciółki jako Merylin, (odc. 23)
- 2013: 2XL (jako Marta, odc. 6 i 7)
- 2014: Prawo Agaty jako Sylwia, narzeczona Michała Dołęgi, (odc. 74)
- 2014: Ojciec Mateusz jako Marta Janowiecka (odc. 156)
- 2016: Wmiksowani.pl jako Żaneta
- 2017: O mnie się nie martw jako Marzena (odc. 79)
- 2017: Komisarz Alex jako Anna (odc. 106)
- 2018: Komisarz Alex jako Karolina, asystentka Wolskiego (odc. 133)

### Teatr
- 2005: Ważki
- 2005: Lolita (Teatr TV)

### Dubbing[4][5]
- 2005: Doraemon jako Sewashi[6]
- 2009: Księżniczka na lodzie jako Casey Carlyle
- 2010: Jake i Blake
- 2010: StarCraft II: Wings of Liberty jako Annabelle
- 2010: Powodzenia, Charlie! jako Teddy Duncan
- 2011: Akwalans
- 2011: Lemoniada Gada jako Olivia White
- 2011: Bakugan: Młodzi wojownicy jako Fabia Sheen
- 2011: Taniec rządzi
- 2011: Powodzenia, Charlie: Szerokiej drogi jako Teddy
- 2012: Barbie Life in the Dreamhouse jako Summer
- 2012: Królowa Śniegu jako księżniczka
- 2012: Wymarzony luzer
- 2013: Bella i Sebastian jako Angélina
- 2013: Tajemnice domu Anubisa jako Willow Jenks
- 2013: Mako Mermaids: Syreny z Mako jako Aquata
- 2013: Uniwersytet Potworny jako komentatorka
- 2014: Sabrina, sekrety nastoletniej czarownicy jako Sabrina
- 2014: Imperium robotów. Bunt człowieka jako Alex
- 2014: Winx Club: Tajemnica morskich głębin jako Omnia
- 2014: Lego: Przygoda jako Kicia Rożek
- 2014: Niesamowity Spider-Man 2 jako Felicia Hardy
- 2014: Wojownicze Żółwie Ninja jako April O’Neil
- 2014: Zaplikowani jako Rachel Todds
- 2014: Czarownica Emma jako Andi Cruz
- 2015: League of Legends: Kindred jako Owca
- 2015: Bella i Sebastian 2 jako Angélina
- 2015: Piotruś. Wyprawa do Nibylandii
- 2015: W głowie się nie mieści
- 2015: My Little Pony: Przyjaźń to magia jako Minuette
- 2015: Hotel Transylwania 2
- 2015: Ant-Man
- od 2015: Miraculum: Biedronka i Czarny Kot jako Marinette/Biedronka
- 2016: Szkoła Czarownic jako Andi Cruz
- 2016: Overwatch jako Mei, klimatolog
- 2016: Angry Birds jako Matylda
- 2016: League of Legends jako Neeko
- 2016: Harmidom jako Rozalka
- 2017: Zhu Zhu jako Pipsqueak
- 2017: Kakegurui jako Midari Ikishima[7]
- 2018: Unikitty! jako księżniczka Kicia Rożek
- 2018: Hi Score Girl! jako Akira Ōno, Makoto Ōno[8]
- od 2019: DC Super Hero Girls jako Barbara „Babs” Gordon/Batgirl
- 2021: Yakuza w fartuszku. Kodeks perfekcyjnego pana domu jako Koharu[9]
- 2021: Record of Ragnarok jako Zerofuku[10]
- 2022: Detektyw Conan: Herbatka u Zero jako Azusa Enomoto[11]
- 2022: Fałszywa dwunastka – Michelle[12]